# Pont de Saint-Isidore
Le pont de Saint-Isidore est un pont en poutre-caisson situé dans la plaine du Var, dans les Alpes-Maritimes, en France. 

## Situation et accès
Il relie la commune de Nice à celle de Saint-Laurent-du-Var en enjambant l'autoroute A8 et le fleuve Var. Il assure ainsi la liaison entre la route départementale 6202 (anciennement route nationale 202) sur la rive gauche du Var, et la RD 6202 bis, construite dans le même temps, sur sa rive droite.

## Historique
Sa construction débuta en août 2002 et nécessita un encorbellement avec haubanage provisoire. La section enjambant l'autoroute fut construite parallèlement à celle-ci puis pivotée en une nuit en octobre 2003.